# Industry (Texas)
Industry è un centro abitato degli Stati Uniti d'America, situato nella contea di Austin dello Stato del Texas. Secondo il censimento effettuato nel 2010 abitavano nella città 304 persone.

## Geografia
Industry è situato a è situata a 29°58′N 96°30′W (29.9726, −96.5025), nella parte nord-occidentale della contea, all'intersezione tra la State Highway 159 (SH 159) e la Farm to Market Road 109 (FM 109). Dista 15.6 miles (25.1 km) da Bellville, 12.6 miglia (20.3 km) da Fayetteville, 5.8 miglia (9.3 km) da New Ulm.
Secondo l'Ufficio del censimento degli Stati Uniti d'America la città ha un'area totale di 1.08 miglia quadrate (2.80 km²), di cui 1.07 miglia quadrate (2.76 km²) sono terra, mentre 0.015 miglia quadrate (0.04 km², corrispondenti all'1.33% del territorio) sono costituiti dall'acqua.

## Cultura

### Istruzione
La maggior parte degli studenti frequenta la Bellville Independent School District, divisi in: West End Elementary School, Bellville Junior High School, e Bellville High School.

## Società

### Evoluzione demografica

#### Censimento del 2000
Secondo il censimento del 2000, c'erano 304 persone, 142 nuclei familiari e 84 famiglie residenti nella città. La densità di popolazione era di 291.0 persone per miglio quadrato (112.9/km²). C'erano 142 unità abitative a una densità media di 135.9 per miglio quadrato (52.7/km²). La composizione etnica della città era formata dal 69.41% di bianchi, il 19.74% di afroamericani, il 9.21% di altre razze, e l'1.64% di due o più etnie. Ispanici o latinos di qualunque razza erano il 10.53% della popolazione.
C'erano 119 nuclei familiari di cui il 32.8% aveva figli di età inferiore ai 18 anni, il 56.3% erano coppie sposate conviventi, il 9.2% aveva un capofamiglia femmina senza marito, e il 29.4% erano non-famiglie. Il 26.9% di tutti i nuclei familiari erano individuali e il 16.0% aveva componenti con un'età di 65 anni o più che vivevano da soli. Il numero di componenti medio di un nucleo familiare era di 2.55 e quello di una famiglia era di 3.11.
La popolazione era composta dal 26.0% di persone sotto i 18 anni, il 9.5% di persone dai 18 ai 24 anni, il 23.7% di persone dai 25 ai 44 anni, il 24.0% di persone dai 45 ai 64 anni, e il 16.8% di persone di 65 anni o più. L'età media era di 38 anni. Per ogni 100 femmine c'erano 101.3 maschi. Per ogni 100 femmine dai 18 anni in su, c'erano 94.0 maschi.
Il reddito medio di un nucleo familiare era di 30,625 dollari, e quello di una famiglia era di 38,750 dollari. I maschi avevano un reddito medio di 25,500 dollari contro i 23,542 dollari delle femmine. Il reddito pro capite era di 13,294 dollari. Circa il 15.8% delle famiglie e il 22.4% della popolazione erano sotto la soglia di povertà, incluso il 31.6% di persone sotto i 18 anni e il 28.6% di persone di 65 anni o più.